# John Stevens (uppfinnare)
John Stevens, född 26 juni 1749 i New York i New York i USA, död 6 mars 1838 i Hoboken i New Jersey, var en amerikansk advokat, ingenjör och uppfinnare, som konstruerade det första amerikanska ångloket, den första ångdrivna färjan och den första amerikanska kommersiella färjetjänsten från sin egendom i Hoboken. Han var inflytelserik i skapandet av den amerikanska patentlagen. Inspirerad av John Fitch, bedrev han under 30 år experiment med ångbåtar och uppges ha redan 1804 byggt en ångdriven propellerbåt. I en bemärkt skrift (1812) yrkade han på anläggning av järnvägar för trafik med ånglokomotiv och lär 1825 ha utarbetat en modell till en kuggbana med lokomotiv.

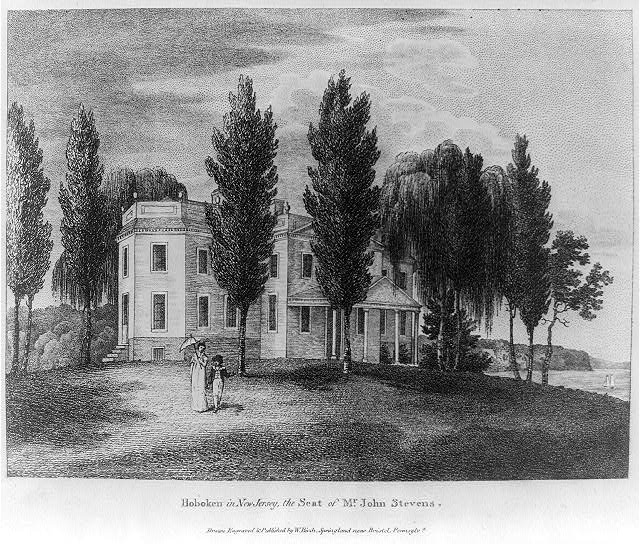
Gravyr (1808) av John Stevens gods, Castle Point, Hoboken. Nu platsen för Stevens Institute of Technology.

## Biografi
Stevens var enda sonen till John Stevens Jr. (1715–1792), en framstående nationell politiker som hade plats som delegat i den kontinentala kongressen och Elizabeth Alexander (1726–1800). Hans syster Mary Stevens (d. 1814) var gift med Robert R. Livingston, den första kanslern i staten New York.
Hans morföräldrar var James Alexander (1691–1756), justitieminister i New Jersey och Mary (född Spratt) Provoost Alexander (1693–1760), själv en framstående köpman i New York City. Hans farfar, John Stevens, emigrerade från London i England omkring 1695 och var gift med Mary Campbell.
Han tog examen från King's College (numera Columbia University) i maj 1768.

### Karriär
Efter sin examen vid King's College studerade han juridik och antogs i advokatsamfundet i New York City 1771. Han hade advokatpraktik i New York och bodde på andra sidan floden. På en offentlig auktion köpte han av delstaten New Jersey en markareal som hade konfiskerats från en Torymarkägare. Marken, som beskrivs som "William Bayards gård vid Hoebuck", omfattade ungefär det som idag är staden Hoboken. Stevens byggde sin egendom vid Castle Point, på mark som senare skulle bli platsen för Stevens Institute of Technology (testamenterat av hans son Edwin Augustus Stevens)..
År 1776 utnämndes han till kapten i Washingtons armé i det amerikanska revolutionskriget. Under kriget befordrades han till överste och blev skattmästare i New Jersey med tjänstgöring från 1776 till 1779.

### Ångbåtar
År 1790 gjorde Stevens framställningar till USA:s kongress om ett lagförslag som skulle skydda amerikanska uppfinnare. Genom sina ansträngningar blev hans förslag en lag den 10 april 1790, som införde patentsystemet i USA. Han hjälpte senare till att utveckla USA:s patentlag.
År 1802 byggde han en skruvdriven ångbåt och 1806 byggde han Phoenix, en ångbåt som slutligen seglade från Hoboken till Philadelphia 1809 och blev därmed det första ångfartyget som framgångsrikt navigerade i det öppna havet.  I oktober 1811 började Stevens skepp Juliana segla som den första ångdrivna färjan och gick mellan New York, och Hoboken, New Jersey).

### Järnväg

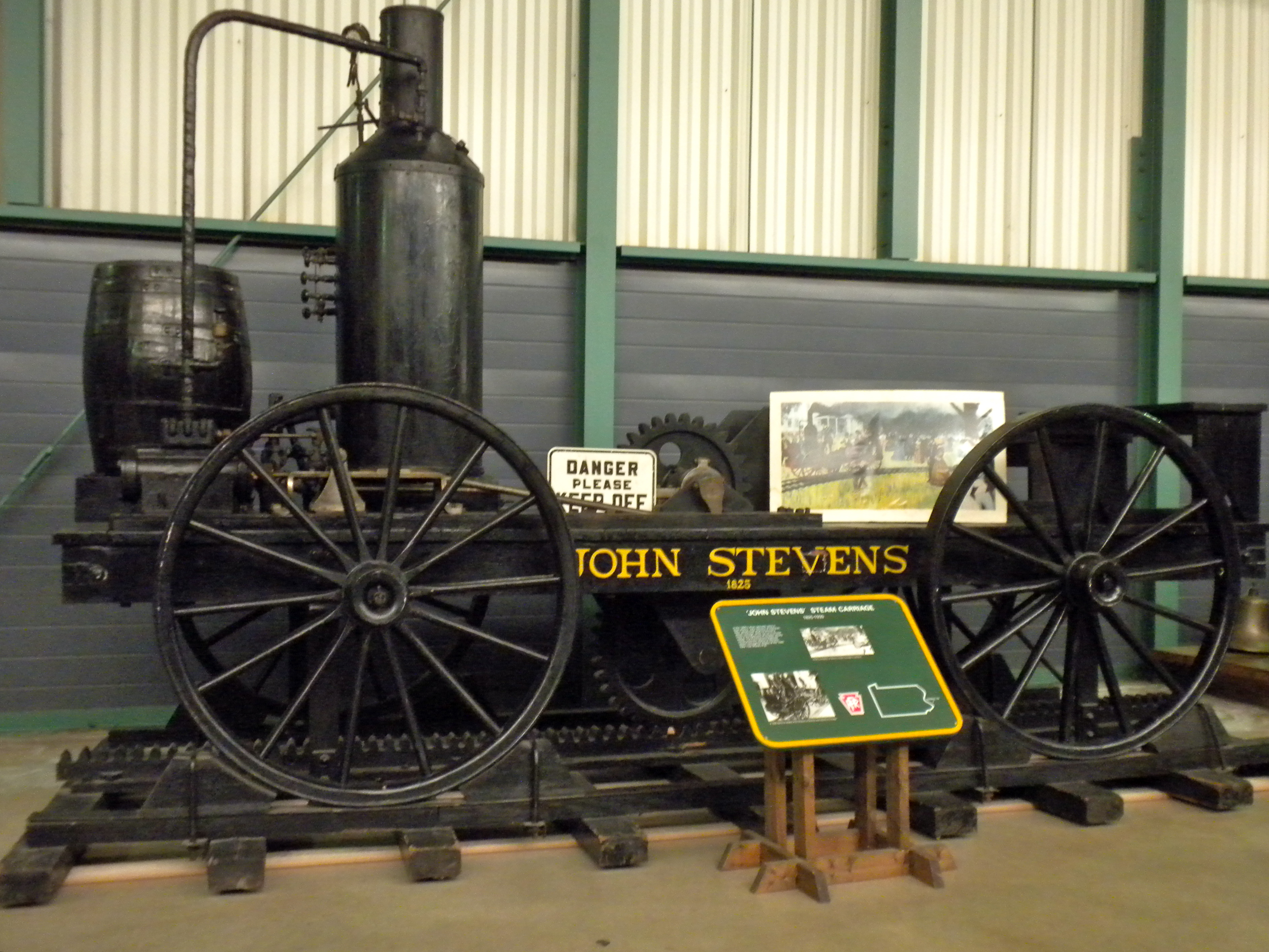
Kopia av John Stevens ånglok.

Den första järnvägscharterna i USA gavs till Stevens och andra 1815 för New Jersey Railroad. Stadgan gav i huvudsak Stevens och hans partners, genom Camden & Amboy Railroad, ett monopol på järnvägar i delstaten New Jersey. År 1825 konstruerade och byggde han ett ånglok, som han körde på en cirkelbana på sin egendom i Hoboken.